# Ludovisi (rione de Rome)
Pour les articles homonymes, voir Ludovisi.
Ludovisi est l'un des 22 rioni de Rome. Il est désigné dans la nomenclature administrative par le code R.XVI.

## Historique
En 1886, le prince de Piombino vend la vaste villa Ludovisi à la ville de Rome qui construit là une nouvelle zone résidentielle.
|  |  |

## Sites particuliers
- Église évangélique luthérienne de Rome
- Église Santa Maria Regina dei Cuori
- Église Santa Maria della Concezione dei Cappuccini (connue également sous le nom d'église Santa Maria Immacolata a via Veneto
- Église Sant'Isidoro a Capo le Case
- Église San Patrizio a Villa Ludovisi
- Église Santissimo Redentore e Santa Francesca Saverio Cabrini
- Église San Marone
- Église Corpus Christi
- Église San Lorenzo da Brindisi (déconsacrée)
- Église San Giuseppe Calasanzio (déconsacrée)

- Villa Folchi
- Palazzo Margherita, l'ambassade des États-Unis
- Institut suisse de Rome à la Villa Maraini